# Piedras (Kolumbia)
Piedras – miasto w Kolumbii, w departamencie Tolima.